# Capizzi

Ubicació de Capizzi dins de la província

Capizzi (sicilià Capizzi) és un municipi italià, dins de la ciutat metropolitana de Messina. L'any 2006 tenia 3.436 habitants. Limita amb els municipis de Caronia, Cerami (EN), Cesarò i Mistretta.

## Administració
| Període | Identitat                           | Partit        |
| ------- | ----------------------------------- | ------------- |
| 2008-   | Leonardo Giuseppe Principato Trosso | Llista cívica |

## Galeria d'imatges

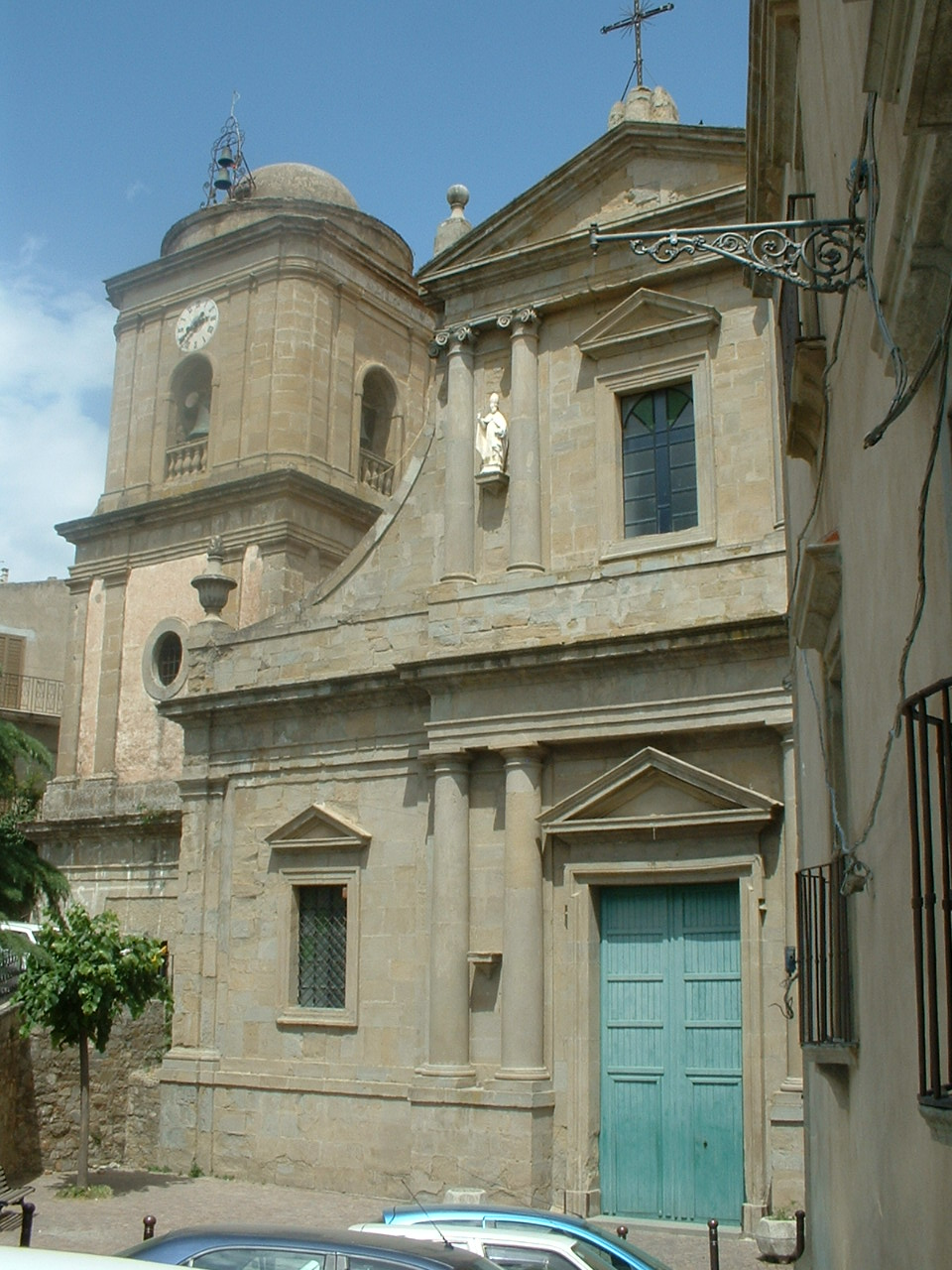
Façana i campanaru de l'Església Mare.
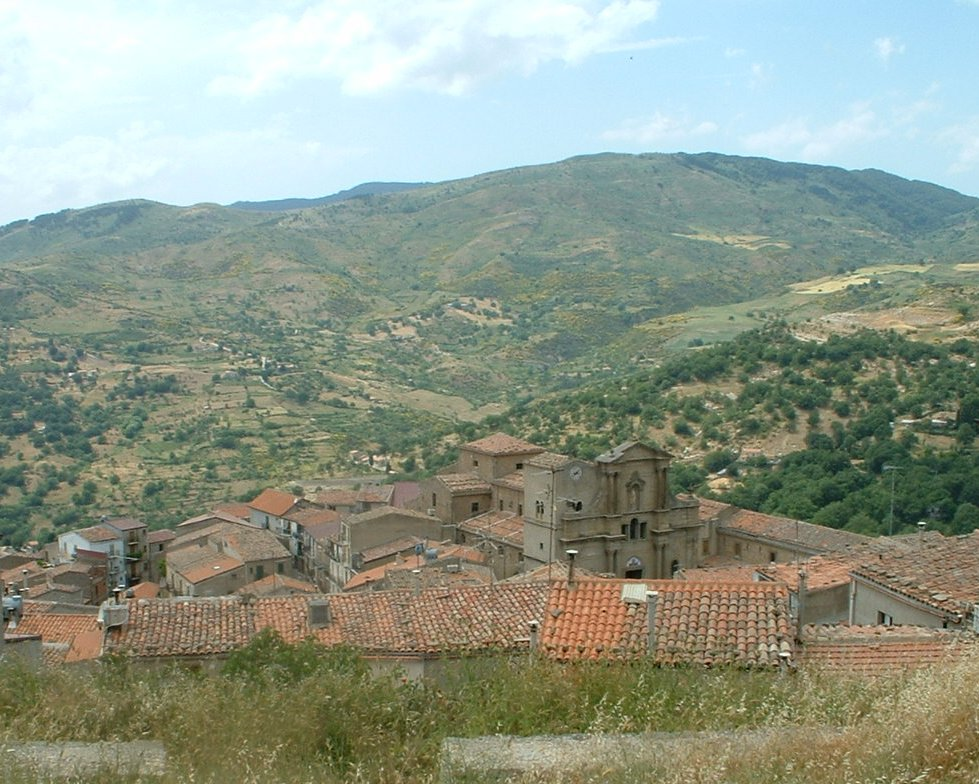
Vista parcial del centre històric i del Santuari de San Giacomo.